# 압축시대
압축시대는 대한민국의 컴퓨터 소프트웨어 개발자 키플러가 만든 압축 소프트웨어이다. 압축시대는 64비트 OS와 유니코드를 지원하며, 외국 프로그램에서 지원하지 못하는 알집의 압축 포맷(ALZ/EGG)도 지원한다. 압축시대는 빌드 #4631을 끝으로 개발이 중단되었으며, 반디집이 압축시대 프로그램을 승계하였다.

## 주요 기능
압축시대의 주요 기능은 다음과 같다.
- ZIP/ALZ/EGG/RAR/7Z/TAR/LZH/GZ/BZ2/ISO/CAB/WIM/XZ 등의 압축포맷 해제를 지원
- ZIPX (ZIP 포맷의 확장) 일부 지원
- 알집의 ALZ/EGG 포맷의 압축 해제 지원
- 유니코드 지원
- 유니코드를 지원하지 않는 압축 포맷에 대해서 코드페이지 변환 기능 지원
- 64비트 윈도를 지원
- 탐색기 메뉴에서 "알아서 풀기" 기능 지원 (원래 빵집에 있던 기능)
- 탐색기 메뉴에서 "커맨드 창 열기" 기능 지원 (원래 빵집에 있던 기능)
- 탐색기 메뉴에서 "새 폴더" 만들기 기능 지원 (원래 알집에서 시작한 기능)
- 7ZIP으로 분할 압축한 7Z 포맷(.7z.001)의 압축해제를 지원하는 흔치 않은 프로그램

## 같이 보기
- 압축 소프트웨어의 비교